# Commonwealth Games 2014/Rhythmische Sportgymnastik
Bei den Commonwealth Games 2014 im schottischen Glasgow fanden in der Rhythmischen Sportgymnastik sechs Wettbewerbe statt, alle für Frauen.
Austragungsort war die Hydro Arena im Scottish Exhibition and Conference Centre (SECC).

## Ergebnisse

### Mannschaftsmehrkampf
| Platz | Land | Mannschaft                                                |
| ----- | ---- | --------------------------------------------------------- |
| 1     | CAN  | Annabelle Kovacs Maria Kitkarska Patricia Bezzoubenko     |
| 2     | WAL  | Nikara Jenkins Francesca Jones Laura Halford              |
| 3     | MYS  | Fatin Zakirah Zain Jalany Wong Poh San Amy Kwan Dict Weng |

Datum: 24. Juli 2014

### Einzelmehrkampf
| Platz | Land | Sportlerin           |
| ----- | ---- | -------------------- |
| 1     | CAN  | Patricia Bezzoubenko |
| 2     | WAL  | Francesca Jones      |
| 3     | WAL  | Laura Halford        |

Datum: 25. Juli 2014

### Ball
| Platz | Land | Sportlerin           |
| ----- | ---- | -------------------- |
| 1     | CAN  | Patricia Bezzoubenko |
| 2     | WAL  | Francesca Jones      |
| 3     | WAL  | Laura Halford        |

Datum: 26. Juli 2014

### Band
| Platz | Land | Sportlerin              |
| ----- | ---- | ----------------------- |
| 1     | CAN  | Patricia Bezzoubenko    |
| 2     | WAL  | Francesca Jones         |
| 3     | CYP  | Themida Christodoulidou |

Datum: 26. Juli 2014

### Reifen
| Platz | Land | Sportlerin           |
| ----- | ---- | -------------------- |
| 1     | CAN  | Patricia Bezzoubenko |
| 2     | WAL  | Francesca Jones      |
| 3     | MYS  | Wong Poh San         |

Datum: 26. Juli 2014

### Seil
| Platz | Land | Sportlerin           |
| ----- | ---- | -------------------- |
| 1     | WAL  | Francesca Jones      |
| 2     | MYS  | Wong Poh San         |
| 3     | CAN  | Patricia Bezzoubenko |

Datum: 26. Juli 2014

## Medaillenspiegel
| Platz | Land     | Gold | Silber | Bronze | Gesamt |
| ----- | -------- | ---- | ------ | ------ | ------ |
| 1     | Kanada   | 5    | –      | 1      | 6      |
| 2     | Wales    | 1    | 5      | 2      | 8      |
| 3     | Malaysia | –    | 1      | 2      | 3      |
| 4     | Zypern   | –    | –      | 1      | 1      |